# Jeunesse sportive de Kabylie (omnisports)
La Jeunesse Sportive de Kabylie (En kabyle : Ilmezyen n addal leqvayel, acronyme en caractères tifinagh : ), dont le nom est couramment abrégé en JS Kabylie ou JSK  est un club omnisports algérien fondé  officiellement en 1946 pour ce qui est du nom définitif, en réalité, il est fondé sur les bases d'un ancien club de football, qui porte le nom de Rapide Club de Tizi-Ouzou. Ce club est fondé en 1928, cependant il ne joue pas de match officiel avant la création officielle de la Jeunesse sportive de Kabylie à cause des lois coloniales très dures à l'encontre des associations sportives musulmanes .  Elle dispute ses premières compétitions officielles à partir de 1946 au sein de la Fédération française de football amateur (FFFA), plus précisément sous la Ligue d'Alger de football; avant d'intégrer la fédération algérienne (FAF), à l'indépendance de cette dernière en 1963.
La JS Kabylie à sa création durant la période coloniale de l'Algérie n'était pas qu'un simple club de football. C'était avant tout une association sportive musulmane qui se voulait être multi-sports ou omnisports comme tous les clubs sportifs d'ailleurs qu'ils soient colons ou indigènes ; et donc où l'on pratiquait plusieurs sports.
Ainsi après la section football, furent créées toujours durant l'époque française en Algérie, deux autres sections sportives que sont le Cross-country (future section athlétisme du club) et le basket-ball dont l'équipe participait régulièrement au championnat colonial. D'ailleurs la section basket-ball a longtemps fait des émules parmi la population autochtone de la ville de Tizi Ouzou, ville d'origine du club, car elle battait souvent son homologue et rivale coloniale issu du club de l'Olympique de Tizi-Ouzou.
Depuis l'indépendance du pays, le club a su se développer et se diversifier et d'autres sections sportives furent créées à l'instar de la natation, du judo, de la boxe et du handball.
La section football de la JS Kabylie a la particularité d'être le seul club algérien, à n'avoir jamais connu la relégation en division inférieure, car depuis 1969, elle évolue en nationale une. De plus, c'est la seule des sections sportives collectives du club avec la section handball qui évolue encore parmi l'élite du championnat.
De par le fait que son nom porte le mot « Kabylie », le club (un peu comme le Barça en Espagne) est considéré comme le porte-drapeau des idées politico-culturelles de la région de la Kabylie. Le club a aussi porté plusieurs noms durant son existence comme la « Jamiat Sari' Kawkabi » de 1974 à 1977, et la « Jeunesse Électronique de Tizi-Ouzou » de 1977 à 1987 et a porté aussi sous la JSTO, JS Tizi-Ouzou une court une période deux années civile de 1987 à 1989 la « Jeunesse Sportive de Tizi-Ouzou » après pour se renommé la «Jeunesse Sportive de Kabylie» depuis 1989 tous comme au long de ça création en 1946.

## Histoire

### Du Rapide Club de Tizi-Ouzou à la Jeunesse sportive de Kabylie (1928-1946)
La JSK ou Jeunesse sportive de Kabylie; comme l'indique son blason, fut officiellement créé en 1946. Elle disputait alors avec la section football entre autres ses premières compétitions dans le championnat colonial de la Ligue d'Alger de Football. Ce club à vocation omnisports repose en réalité sur les structures d'un ancien club de football qui portait alors le nom de Rapid Club de Tizi-Ouzou.
Ce club vit le jour durant l'année 1928 dans la ville de Tizi Ouzou; à sa création il s'agissait alors de la première "association sportive musulmane" dans la région de la Kabylie. Nommée R.C.T.O ou Rapid Club de Tizi-Ouzou, cette association musulmane et sportive inspirait de la crainte et de la méfiance de la part de la communauté coloniale et européenne de la ville de Tizi-Ouzou. Pour cette population européenne qui jouissait alors de tous les privilèges il lui était difficile de concevoir la présence d'un autre club de football dans la ville et qui plus est "indigène", alors qu'elle était déjà représentait depuis plus de trente ans par l'O.T.O ou Olympique de Tizi-Ouzou, club colonial qui fut fondé en 1900.
Le RC Tizi-Ouzou, malgré sa bonne volonté se verra dans l'obligation de cesser toutes ses activités pour des raisons de non-conformité administrative. C'est donc vers l'année 1929-1930 que le R.C.T.O, sans même avoir pu jouer un match officiel fut définitivement dissous. La raison est simple, le club ne remplissait pas les critères concernant les associations conformément à la loi de 1901 en France. Ceci aura pour conséquence de retarder quelque peu la mise en place d'une structure sportive "musulmane" dans la région un temps et par la même de soulager l'opinion publique européenne et coloniale de la ville de Tizi-Ouzou qui voyait d'un très mauvais œil la création d'une club sportif entièrement « musulman ».
Le contexte historique et politique de la région et du monde ne sera pas propice à la naissance du club. Très vite les choses s'accélèrent, l'Europe est bouleversée par la montée du fascisme, et les premières exactions de l'Allemagne Nazie (en Pologne) choquent le monde entier. La France prend la lourde décision de déclarer la guerre contre l'Allemagne en 1939 et s'y prépare activement. Tous les championnats des Ligues d'Afrique du Nord de football cessent leurs activités pour cause de guerre avec l'Allemagne, dans ces conditions, il est clair que le moment n'est donc pas opportun à la création d'une association sportive.
Toutefois la France est défaite de manière inattendue par l'Allemagne dans ce que l'histoire aura retenu comme la Drôle de guerre, car elle avait fait l'erreur de la sous-estimer. Le Maréchal Pétain prononcera son discours célèbre le 17 juin 1940 pour un cessez-le-feu qui sera suivi le lendemain par celui du Général de Gaulle, qui depuis la BBC de Londres le 18 juin 1940 exhortera au contraire les français à continuer le combat. Toutefois l'armistice entre les deux nations fut signé le 22 juin 1940. À la suite de la défaite de la France mettant un terme à cette guerre, le pays se retrouve donc occupé en moitié par l'Allemagne. Toutefois la vie semble reprendre son cours et les compétitions sportives également. Ainsi les championnats des Ligues d'Afrique du Nord de football reprennent et l'on peut à nouveau parler de création de club de football.
Un homme « indigène » et originaire de la région, reprendra le projet de créer un club de football « musulman » durant l'année 1940-1941. Il s'agit de Maître Sidi Saïd Hanafi, c'était un brillant avocat qui naquit en 1889 et qui dans sa jeunesse fit de grandes études. C'était quelqu'un de très engagé et faisait même partie de l'Association des Étudiants Musulmans de l'Afrique du Nord domicilié au 27 rue Mogador de la ville d'Alger, dont Il fut le Vice-président en 1936 puis le président en 1937.
Malgré donc une première tentative peu fructueuse avec le R.C.T.O, le projet reprend espoir avec Hanafi qui entre en contact avec d'anciens joueurs rescapés de cette équipe et dont certains, encore en activité évoluaient à l'O.T.O.
L'idée de Hanafi, était cette fois-ci de mettre en place un club de football toujours musulman, avec une dimension géographique et sociale plus large que celle prévalue du temps du RC Tizi-Ouzou. En effet, la volonté d'Hanafi n'était pas de limiter le club à une seule ville mais à toute la région de la Kabylie. Pour cela il proposera un nouveau sigle avec les lettres A.S.K, soit le sigle qui signifiait Association Sportive de Kabylie.
Cette fois-ci plus le droit à l'erreur, les démarches sont entreprises soigneusement par Hanafi durant l'année 1943-1944 conformément à la loi de 1901, condition nécessaire pour obtenir l'agrément à l'affiliation auprès de la Fédération française de football. Malheureusement un an après avoir repris l'affaire en main, monsieur Hanafi décéda soudainement. Il sera longtemps pleuré par ses proches et amis qui feront le serment de continuer l'aboutissement de son idée. Toutefois le projet est laissé à l'abandon pour diverses raisons, historiques notamment.
En effet, le contexte social, économique et géopolitique de la région à cette époque est très instable. La Kabylie est une région montagneuse de l'Algérie, pays qui lui-même se situe sur le continent africain. Les conditions de vies ne sont pas excellentes en particulier à cause du climat. La région subie durant l'été 1942 de très fortes chaleurs; à l'automne une note de la sous-préfecture de Tizi-Ouzou relate dans son rapport que si la sécheresse persiste, qu'il ne serait pas possible de faire des réserves. La principale richesse de la Kabylie à cette époque qui réside dans la culture de l'olivier subira d'énormes pertes principalement dues aux pluies diluviennes qui s'y sont abattues le printemps 1942. Malgré tout la population autochtone s'organise comme elle peut en important des principales denrées comme le blé à travers tout le pays.
Si la vie semble misérable et laisse à désirer à cette époque, la situation politique et géopolitique de la région l'est tout aussi moins. N'oublions pas que de novembre à décembre 1942, afin de poursuivre le combat contre l'Allemagne et en contradiction avec le régime de Vichy, des réservistes "indigènes" sont convoqués par l'armée française. Puis l'évènement le plus important dans ce contexte de Seconde guerre mondiale intervient quelques mois plus tard. En janvier 1943, les armées britanniques et américaines stationnent en Algérie et recruteront mille cinq cents ouvriers dans l'arrondissement de Tizi-Ouzou signaler dans un rapport de la sous-préfecture. On comprend parfaitement à cette époque à quoi était soumis la région et son implication dans cette guerre de dimension mondial et que la création d'un club de football dans ce contexte semble totalement dérisoire.
Néanmoins cela n'est pas très gênant, si Hanafi l'avait entrepris c'est que les compétitions avaient repris et qu'officiellement la France n'était plus en guerre avec l'Allemagne. Le véritable coup d'arrêt du projet de création d'un club, hormis la mort Maître Sidi Hanafi, se situe plus tard au sortir de cette guerre. Un évènement majeur va ébranler l'Algérie tout entière au sortir de cette Seconde guerre mondiale et dont les conséquences ont été désastreuses sur le plan humain et aurait pu l'être sur le plan sportif.

### Témoignage de Benslama Ali, membre fondateur de la JSK
L'un des rares témoignages de cette époque fut recueilli en 1987 par Naïm Adnan dans son ouvrage: " 40 ans de football, l'histoire exemplaire d'un club algérien, « De la JSK à la JET », Tome 1 (1946-1976)."
En effet lors d'une entrevue, Benslama Ali l'un des membres fondateurs de la Jeunesse sportive de Kabylie, qui fut non seulement entraîneur, mais aussi joueur, soigneur et dirigeant, confia à Naïm Adnan le contexte dans lequel s'est créé le club, mais aussi son orientation par le fait qu'avant tout ce devait être une association sportive musulmane et à vocation omnisports:
«... Vers les années 1942-1945, avec une jeunesse dynamique et numériquement nombreuse (le scoutisme était déjà très fort) nous sentions qu'il fallait faire quelque chose de plus pour organiser des activités... J'étais moi-même S.M.A (Scout Musulman Algérien), il y avait aussi les Hassoun, Iratni, Zemirli et d'autres, lorsque survient dans des conditions étranges le décès du regretté Maître Sidi Saïd... Les documents qui ont servi à la création de l'A.S.K (Association Sportive de Kabylie),(qui ne sera pas opérationnelle à la suite des descentes de police) ont été alors récupérés chez un libraire de Tizi-Ouzou qui les gardait. Nous voulions relancer l'opération de création, mais comment faire? Nous tournions en rond sans savoir qui convoquer, ni qui doit  convoquer... Un jour Saïd Amirouche prend l'initiative et fait les convocations en vue d'une première réunion... Afin d'éviter une descente de police, Abbas Hamouda et Saadi Ouakli mettent à notre disposition les locaux de la C.G.T situés derrière le Tribunal. C'est Monsieur Oumerzouk qui assure le secrétariat de la première réunion de l'Association. Dans la salle, un grand nombre de personnes. Je citerai quelques noms avec cependant le risque de commettre des omissions. Il y avait:
Nouri Mohamed, Kara Ramdane, Mesbah Ramdane, Iratni Boualem, Amirouche Saïd, Abbas Ramdane, Cherdioui Saïd, Madiou Rabah, Hassoun Saïd, Tabi Saïd, Oumerzouk, Berkani Mohamed, Belhadj Khelifa, moi même Benslam Ali, etc.
Nous avons discuté en particulier des statuts (la première clause est qu'il ne devrait pas y avoir de joueurs non musulmans) ; de la vocation omnisports du club ; de la dimension géographique (toute la Kabylie) ; de l'appellation: (A.S.K fut rejetée, U.S.M.T (Union Sportive Musulmane Tizi-Ouzou) aussi et se sera J.S.K qui sera retenue) ; enfin des couleurs. Pour celles-ci nous avons repris celles des scouts S.M.A. Nous avons donc mentionné « Vert et Jaune » sur les statuts. (Les Hilals de Tizi-Ouzou portaient le foulard vert et le parement jaune)... C'est au cours d'une soirée scout à la salle des Fêtes et ce fut un policier, ancien joueur du Mouloudia (Yamarene) qui nous orienta vers la symbolique « Vert et Rouge ». C'est au cours de la même soirée que, Mezbout Akli et Moh Berkani faisant fonction respectivement de clerc et dactylo chez le notaire Ould-Aoudia, allèrent au cabinet de leur employeur retirer la chemise précédente et procéder aux modifications des couleurs... La J.S.K allait s'habiller sur les terrains en « Vert et Rouge ».
Après l'affiliation du club (de justesse) une réunion a été organisée dans les locaux de l'immeuble « Graine » à deux pas de l'ex-stade Weinman, (actuel stade Oukil Ramdane). Il fut alors annoncé officiellement que la J.S.K est créée. Ceci a demandé beaucoup de ruse, de patience et de persévérance. Ces gens ont donné le meilleur d'eux-mêmes, sans eux l'Association aurait certainement disparu. Il y avait entre autres: le père Belhocine Arezki (conseiller municipal) figure pathétique et homme de cœur - Moh Aomar Khalfi qui lorsqu'il mettra la première fois les pieds au stade, y sera attaché autant qu'à sa boîte de chique. Il y avait aussi le Docteur Ouakli qui venait toujours nous voir jouer sans rien comprendre au football...
Des premiers joueurs, je me souviens de Henni, Hamouche, Arbani Ahmed ex-joueur de l'O.T.O (Olympique de Tizi-Ouzou) installé à Alger mais qui faisait le déplacement chaque week-end pour jouer... Il y avait Khelifa Bel-Hadj (ancien du R.C.T.O (Racing Club de Tizi-Ouzou)), Ali Kourougli, Ali Aougbi, Rabah Madiou...
...À l'époque on se cotisait pour manger, on partageait les figues sèches, les glands que certains rapportaient dans leurs poches... Pour les déplacements, il y avait le camion fourrager, et à chaque fois nous allions au café de Dris Moh Seghir piquer les tabourets pour rendre le voyage plus confortable...
...La J.S.K ce n'est pas seulement le football, c'était avant tout le sport, la formation, le rapprochement, la fraternité... Il y avait aussi, le cross-country, les inoubliables Ami Saïd Cherdioui, Rezki Hammoutene, Tabti, Oukil... Le basket-ball avec Aboulaïche Hamouda, joueur - entraîneur - arbitre, Rabah Si Ammour, Hassane Mazoumi et d'autres encore... J'étais moi-même entraîneur de basket, de cette même équipe qui avait battu l'O.T.O.».
On comprend aisément à la lecture de ce témoignage, le contexte historique dans lequel la JS Kabylie a vu le jour. Mais aussi son rôle pour tout une région à l'époque coloniale et sa vocation d'être certes musulman, mais un club non seulement formateur mais aussi omnisports car d'après Monsieur Benslama Ali: « La J.S.K. ce n'est pas seulement le football ».